# Domicio Antígono
Domicio Antígono (en latín: Domitius Antigonus) fue un político y senador del Imperio Romano en el siglo III.
En 235-236 fue gobernador de la provincia de Moesia Inferior.